# Details (album)
A Details (2002) volt az angol Frou Frou együttes első lemeze. 
A  "Let Go" című szám a Garden State és a  The Holiday című filmek zenéje is volt.

## Számok
1. "Let Go" – 4:13
2. "Breathe In" – 4:37
3. "It's Good to Be in Love" – 4:39
4. "Must Be Dreaming" – 4:01
5. "Psychobabble" – 5:33
6. "Only Got One" – 4:09
7. "Shh" – 5:34
8. "Hear Me Out" – 4:19
9. "Maddening Shroud" – 3:37
10. "Flicks" – 3:58
11. "The Dumbing Down of Love" – 4:44
12. "Old Piano" – International Bonus Track